# Warmte

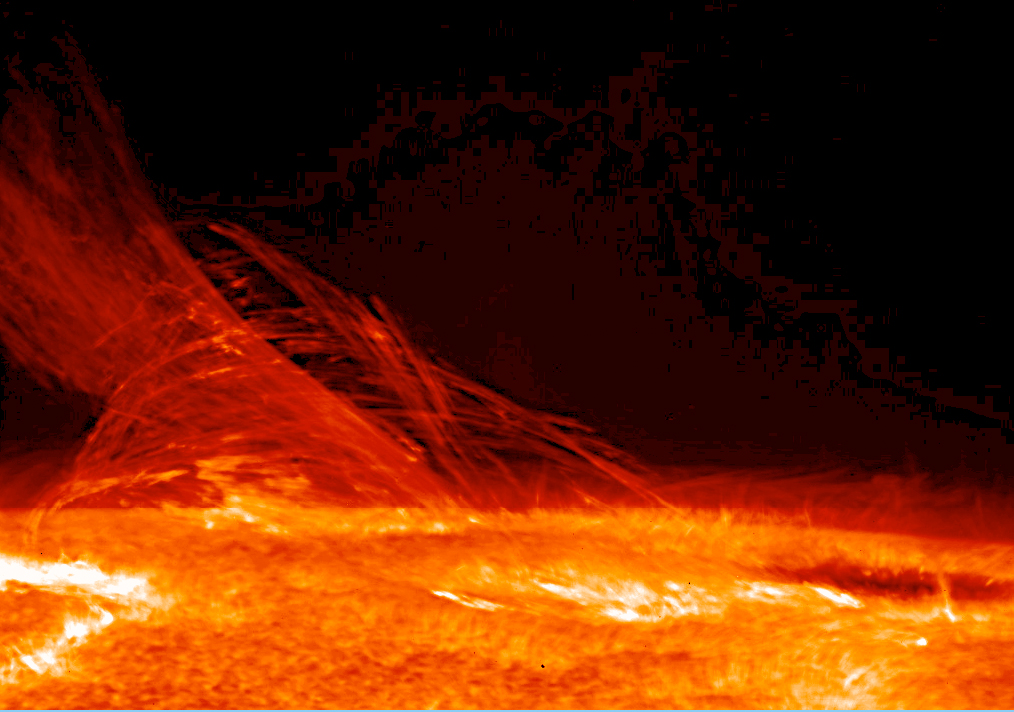
De zon is de belangrijkste bron van energie voor de mens en de planeet. Slechts een zeer klein deel van de warmtestraling van de zon raakt en verwarmt de aarde.

Warmte (symbool {\displaystyle Q} of {\displaystyle q}) is een vorm van energie die uitgewisseld wordt tussen systemen die onderling niet in thermisch evenwicht zijn. Deze energie stroomt van het systeem met de hogere temperatuur naar het systeem met de lagere temperatuur. De uitwisseling kan in principe op drie verschillende manieren plaatsvinden: geleiding, straling en convectie; maar niet door het verrichten van arbeid.
Volgens de mechanische warmteleer, de thermodynamica, wordt warmte bepaald door de beweging van moleculen in een lichaam. Een maat voor de bewegingsenergie van moleculen is temperatuur. Om de temperatuur van een lichaam te verhogen, is toevoer van warmte nodig. De hoeveelheid warmte die nodig is om een gram materiaal één temperatuurgraad te laten stijgen, noemt men de soortelijke warmte. De overgang van aggregatietoestanden gaat samen met opname of afgifte van warmte.
De hoeveelheid warmte die wordt overgedragen in een thermodynamisch proces, wordt conventioneel aangeduid met het symbool {\displaystyle Q}. Warmte wordt in het SI-eenhedenstelsel uitgedrukt in joule (J).

## Geschiedenis
Aanvankelijk dacht men dat warmte een stofeigenschap was zoals massa en volume. Het zou dus eindig moeten zijn en op kunnen raken. Dit bleek niet het geval. Graaf Rumford (de uit Amerika gevluchte Benjamin Thompson) bedacht dit, maar het was James Joule die rond 1840 experimenten deed en aantoonde dat de temperatuur van een vloeistof niet alleen kon toenemen door er een vlam onder te houden, maar ook door er arbeid op te verrichten (in zijn klassieke experiment door een schoep snel erin rond te roeren). Mechanische arbeid en warmte bleken twee gelijkwaardige energie-uitwisselingsmogelijkheden te zijn.

## Fysische omschrijving

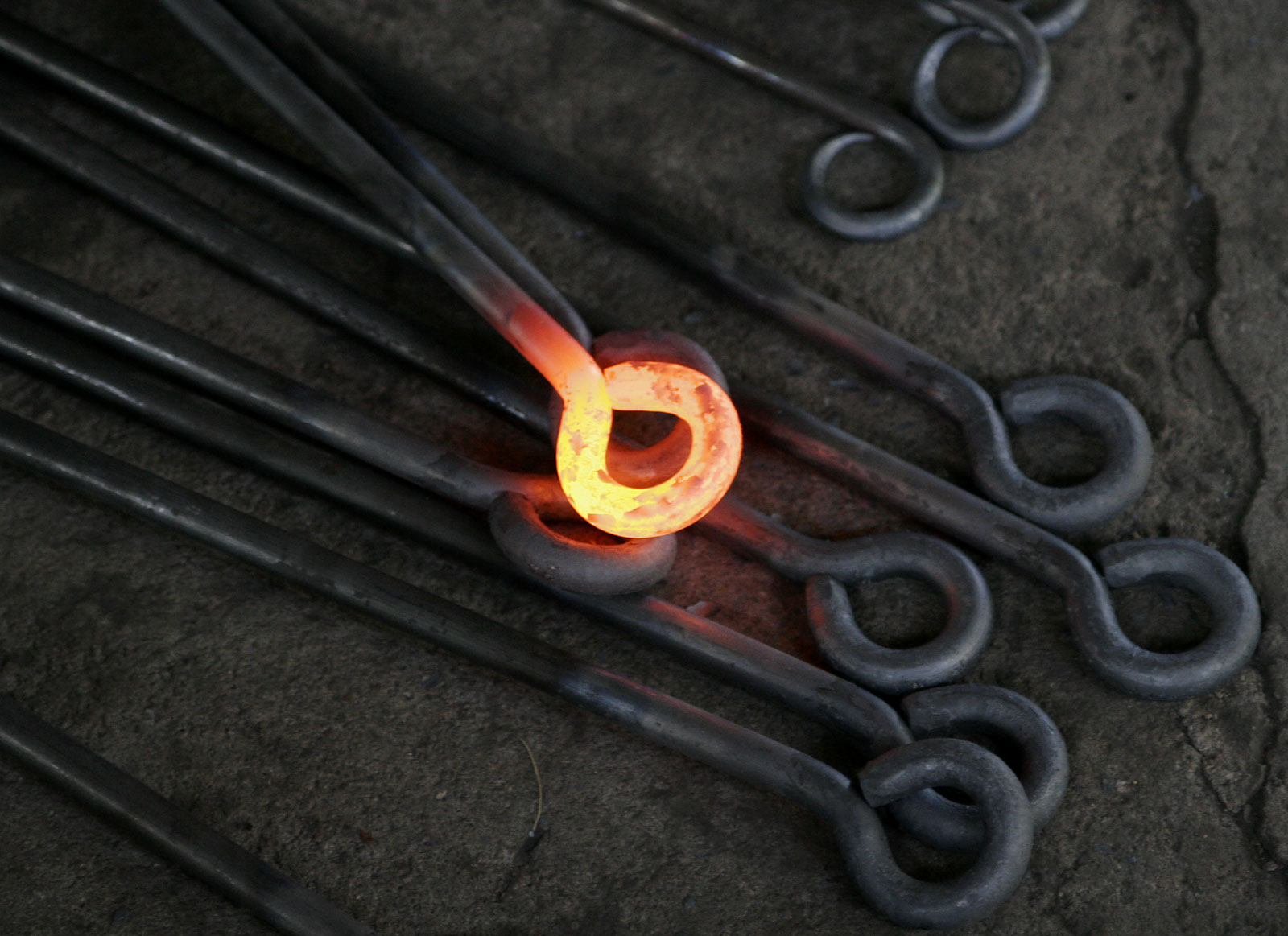
Een gloeiend hete ijzeren staaf. De warmteoverdracht naar de omgeving zal voornamelijk via straling plaatsvinden.

Warmte kan volgens de eerste wet van de thermodynamica ten goede komen aan zowel de inwendige energie {\displaystyle U} van het ontvangende systeem als aan de door dat systeem verrichte arbeid {\displaystyle W} op de omgeving van dat systeem. Inwendige energie kan onderverdeeld worden in thermische energie {\displaystyle U_{\text{th}}} (die zit in de willekeurige bewegingen van de samenstellende moleculen) en bindingsenergie {\displaystyle U_{p}} (ten gevolge van de krachten die de moleculen en de samenstellende delen daarvan op elkaar uitoefenen). De absolute temperatuur {\displaystyle T} is een maat voor de gemiddelde kinetische energie per molecuul en dus voor {\displaystyle U_{\text{th}}}.
Warmte is evenals arbeid géén toestandsfunctie van het systeem terwijl inwendige energie, druk, temperatuur, energie of volume dat wel zijn. Hoe toegevoerde warmte wordt verdeeld over {\displaystyle U_{\text{th}},\,U_{p}},  en {\displaystyle W} (uitgedrukt in joule) en hoe de toestandsvariabelen volume, temperatuur en druk veranderen hangt geheel af van de aard van het ontvangende systeem en de daaraan opgelegde randvoorwaarden. Bij gassen zal de rol van {\displaystyle U_{p}} vaak vrijwel verwaarloosbaar zijn, bij vaste stoffen niet. Bij vaste stoffen en vloeistoffen zal bijna altijd de uitwendige arbeid {\displaystyle W} ten gevolge van volumeverandering verwaarloosbaar zijn.
Er bestaat een nauw met warmte verbonden, maar essentieel verschillend begrip: gereduceerde warmte. Dit is wél een toestandsfunctie, dus eenduidig bepaald in een evenwichtstoestand. Gereduceerde warmte speelt een cruciale rol in de formulering van de tweede wet van de thermodynamica. Voor isotherme processen is de gereduceerde warmte gelijk aan {\displaystyle Q/T}. 
Voor andere processen is het 
{\displaystyle \int {\frac {\mathrm {d} Q(T)}{T}}}

## Laagwaardige energievorm
Een andere misvatting is dat door toevoer van warmte een systeem altijd een hogere temperatuur krijgt. De eerste wet van de thermodynamica stelt dat het verschil van toegevoerde warmte en op de omgeving verrichte arbeid de inwendige energie {\displaystyle U} van een systeem verandert: {\displaystyle \Delta U=Q-A}.
De thermische energie, die een maat is voor de gemiddelde kinetische energie van de moleculen, maakt meestal wel een belangrijk deel uit van de inwendige energie.
Bij isotherme processen (waarbij de temperatuur constant blijft) verandert de thermische energie niet: {\displaystyle \Delta U_{\text{th}}=0} waardoor {\displaystyle Q-A=\Delta U_{p}}. Deze is voor gassen meestal zeer gering. Toevoer van warmte {\displaystyle Q} wordt dan vrijwel geheel gebruikt voor arbeid.
Bij niet-isotherme processen verandert niet alleen de temperatuur, maar ook minstens een andere grootheid, zoals volume en druk. Van bijvoorbeeld een drukpan kan het volume niet veranderen, dus veranderen alleen temperatuur en druk. Bij een luchtballon zullen bij toevoer van warmte zowel temperatuur, druk en volume toenemen. In een vat dat wordt afgesloten door een wrijvingloze zuiger nemen alleen de temperatuur en het volume toe. Bij temperatuurverhogingen wordt de energietoevoer (meestal in de vorm van warmte) opgenomen door (een deel van) een voorwerp waarvan de atomaire of moleculaire deeltjes sneller bewegen in willekeurige richtingen: de kinetische energie van de deeltjes neemt toe.
Warmte wordt wel gezien als een laagwaardige vorm van energie, omdat allerlei vormen van energie, automatisch - dus als men niets speciaals doet, en lang genoeg wacht - overgaan in warmte, terwijl volgens de tweede wet van de thermodynamica warmte in een irreversibel proces niet volledig kan worden omgezet in een andere vorm. Bij omzetting van energie naar een andere vorm dan warmte treedt altijd enig "verlies" op, omdat een deel van de energie in thermische energie wordt omgezet en niet "nuttig" kan worden gebruikt. Er is wel behoud van energie, maar dat zegt niets over het praktische nut van de verschillende vormen van de omgezette energie. Zo wordt bij de omzetting van elektrische energie naar licht in een gloeilamp slechts zo'n 5% omgezet in licht, terwijl de overige 95% omgezet wordt in warmte. Spaarlampen en ledverlichting hebben een hoger rendement.

## Warmte-temperatuur
Als het verrichten van arbeid uitgesloten wordt door het volume constant te houden en {\displaystyle \Delta U_{p}} verwaarlozen, komt de toegevoerde warmte geheel ten goede aan de thermische energie: {\displaystyle \Delta U_{\text{th}}=Q}. Er is dan een verband tussen warmte en de stijging van de temperatuur van het systeem: het toevoeren van warmte aan een hoeveelheid stof heeft, tenzij er een faseovergang optreedt, een verhoging van de temperatuur tot gevolg. 
De hoeveelheid warmte die nodig is om een kilogram van een bepaalde stof een graad Celsius (°C) of een kelvin (K) in temperatuur te doen stijgen is afhankelijk van de stof en staat bekend als de soortelijke warmte (in eenheid J/kg·K). Als we als eenheid geen kilogram stof nemen, maar een mol dan blijken veel vaste stoffen allemaal ongeveer eenzelfde molaire soortelijke warmte te hebben van ca. 25 J/mol·K.
Voor voorwerpen die bestaan uit verschillende materialen kan (experimenteel) de warmtecapaciteit worden bepaald: de warmte die nodig is om het voorwerp 1 K in temperatuur te verhogen. De eenheid hiervan is J/K.
De relatie tussen de benodigde warmte om van een voorwerp met bekende warmtecapaciteit een temperatuurverandering te geven bij constant volume wordt door de volgende formule aangegeven:
{\displaystyle Q=C_{V}\,\Delta T}
Hierin is {\displaystyle Q} de hoeveelheid warmte (energieverandering) in J, nodig voor {\displaystyle \Delta T} kelvin aan temperatuurverandering bij constant volume en {\displaystyle C_{V}} de warmtecapaciteit in J/K.
Indien de druk constant is, zoals bij atmosferische processen, speelt de warmtecapaciteit bij constante druk de hoofdrol:
{\displaystyle Q=C_{p}\,\Delta T}
Bij een gas waarin druk en volume tegelijk variëren, spelen beide typen warmtecapaciteit een rol:
{\displaystyle \mathrm {d} Q(p,V)=C_{V}\left({\frac {\partial T}{\partial p}}\right)_{V}\mathrm {d} p+C_{p}\left({\frac {\partial T}{\partial V}}\right)_{p}\mathrm {d} V}
De differentiaalquotiënten in bovenstaande uitdrukking worden afgeleid uit de toestandsvergelijking van het gas.
{\displaystyle C_{p}} is altijd groter dan {\displaystyle C_{V}}, omdat bij warmtetoevoer bij constante druk altijd een deel van de warmte {\displaystyle Q} wordt besteed aan uitwendige arbeid en soms ook aan het potentiële deel van de inwendige energie. Bij een ideaal gas is {\displaystyle C_{p}-C_{V}=nR}, waarin {\displaystyle R} de molaire gasconstante is en {\displaystyle n} het aantal mol gas.

## Faseovergangen
Bij een mengsel van verschillende fasen van dezelfde stof, bijvoorbeeld kokend water of smeltend ijs, veroorzaakt het toevoeren van extra warmte alleen een verschuiving in de verhoudingen tussen de twee fasen: bij het koken van water wordt water in waterdamp omgezet, terwijl de temperatuur constant blijft. De toegevoerde energie {\displaystyle Q} wordt gebruikt om de verdampingswarmte te leveren die nodig is om de kinetische energie van de moleculen van de stof te vergroten, zodat zij van vaste naar vloeibare fase kunnen overgaan. Pas als alle moleculen in de nieuwe fase zijn, wordt de energietoevoer (warmte) weer gebruikt voor temperatuurverandering van het systeem. Bij condensatie komt deze hoeveelheid warmte weer vrij. Bij smelten en stollen geldt een gelijksoortig verhaal, waarbij de smeltwarmte een rol speelt.